# 夏井春喜
夏井 春喜（なつい はるき、1949年（昭和24年）-　）は、日本の歴史学者。専門は東洋史。特に中国近代経済史。学位は、博士（社会学）（一橋大学・論文博士・2002年）。北海道教育大学教授。

## 略歴
秋田県男鹿市出身。1972年大阪外国語大学外国語学部卒業。1974年東京都立大学 (1949-2011)大学院人文科学研究科修士課程修了。1982年一橋大学大学院社会学研究科社会学専門課程博士課程単位取得後退学。指導教官は増淵龍夫 。同年、北海道教育大学教育学部札幌校講師。同教育学部札幌校助教授を経て、同教育学部札幌校教授。2002年一橋大学より博士（社会学）の学位を取得。

## 著書
- 「広東抗英闘争―アヘン戦争時期における―」（『講座中国近現代史』第1巻、分担執筆、東京大学出版会、1978年）
- 『中国近代江南の地主制研究』（汲古書院、2001年）